# 賈斯汀·漢密爾頓 (1999年)
賈斯汀·阿隆索·漢密爾頓（1999年3月29日—）為美國男子籃球運動員，現效力於NBA G聯盟奧克拉荷馬藍色。

## 早年
2016年10月，就讀獨立高中四年級的漢密爾頓承諾2017年進入天普大學就讀。就讀天普大學三年以來漢密爾頓場均表現為3.2分，2020年4月轉學到肯特州立大學，並得到NCAA獲准新賽季出賽許可。

## 職業生涯
2022年7月，漢密爾頓加盟盧加諾老虎，展開職業生涯。漢密爾頓在盧加諾老虎的場均表現為19分、9.4籃板、1.4助攻、2阻攻、1.1抄截。2023年9月，T1聯盟台啤雲豹宣布簽下漢密爾頓。2023年12月，台啤永豐雲豹宣布與漢密爾頓達成離隊共識，總計7場比賽繳出場均13.6分、10.7籃板、1.1抄截、1.7阻攻的表現。2024年10月，漢密爾頓在NBA G聯盟選秀上獲得奧克拉荷馬藍色。2024年11月，漢密爾頓進入2024-25賽季開季名單當中。

## 外部連結
- 賈斯汀·漢密爾頓在fiba.basketball（英语）
- 賈斯汀·漢密爾頓在NBA G聯盟（英语）
- 賈斯汀·漢密爾頓在Basketball-Reference.com（NBA G聯盟）（英语）
- 賈斯汀·漢密爾頓在Sports-Reference.com（NCAA）（英语）
- 賈斯汀·漢密爾頓在Eurobasket.com（球員）（英语）
- 賈斯汀·漢密爾頓在RealGM（英语）
- 賈斯汀·漢密爾頓在Proballers（英语）
- 賈斯汀·漢密爾頓在Flashscore（英语）